# Xabier Azkargorta
Francisco Xabier Azkargorta (Azpeitia, 29 september 1953) is een voormalig betaald voetballer uit Spanje, die na zijn actieve loopbaan het trainersvak instapte. Hij was onder meer bondscoach van Bolivia en Chili, en keerde in 2012 terug als bondscoach van Bolivia. Zijn bijnaam luidt El Bigotón.

## Spelerscarrière
Azkargorta, afkomstig uit Baskenland, speelde vijf seizoenen als aanvallende middenvelder in de hoofdmacht van Athletic Bilbao.

## Trainerscarrière
Na jarenlang bij diverse clubs in Spanje te hebben gewerkt, werd Azkargorta in 1993 aangesteld als bondscoach van Bolivia. Hij leidde de nationale selectie naar het WK voetbal 1994 in de Verenigde Staten, waar zijn ploeg na drie groepsduels naar huis kon. Nadien trad hij in dienst als hoofdcoach van buurland Chili. Hij had de Chileense selectie slechts vier duels onder zijn hoede. In 2012 keerde hij terug als bondscoach van Bolivia. Hij volgde Gustavo Quinteros op. Op 9 maart 2014 werd hij ontheven uit die functie nadat bekend was geworden dat hij een contract had getekend bij de Boliviaanse topclub Club Bolívar.